# Джеймс Вудс
Джеймс Го́вард Вудс (англ. James Howard Woods; нар. 18 квітня 1947, Вернал, Юта, США) — американський актор; дворазовий номінант на премію «Оскар» (1987, 1997), триразовий лауреат премії «Еммі», лауреат премії «Золотий глобус».

## Біографія
Джеймс Говард Вудс народився 18 квітня 1947 року у Верналі, штат Юта. Мати Марта А. Сміт і батько Гейл Пейтон Вудс, розвідник армії США, який помер, коли Вудс був дитиною. Джеймс має англійське та ірландське походження. Він виріс у місті Ворвік, Род-Айленд, з матір'ю і вітчимом. У школі навчався на відмінно, досягши особливих успіхів у вивченні англійської мови. Здобувши середню освіту, у 1965 році Вудс вступив до престижного Массачусетського технологічного інституту, де старанно вивчав політологію. Під час навчання Джеймс зацікавився світом кіно і театром. У наступному році кинув навчання і відправився до Нью-Йорку, щоб стати професійним актором. Акторська кар'єра Джеймса Вудса почалася у позабродвейських театрах. Лише через кілька років молодому акторові вдалося потрапити на Бродвей.
У кіно Вудс дебютував у 1972 році одночасно у двох стрічках: «Хіккі і Боггс» і «Гості». Популярність Джеймсу Вудсу принесла чудова акторська гра в таких фільмах, як «Цибулеве поле» (1979), «Відеодром» (1983), «Одного разу в Америці» (1984), «Сальвадор» (1986), «Поліцейський» (1987), «Напролом» (1991), «Чаплін» (1992), «Спеціаліст» (1994).

## Фільмографія
| Рік       |    | Українська назва                       | Оригінальна назва                           | Роль                                               |
| --------- | -- | -------------------------------------- | ------------------------------------------- | -------------------------------------------------- |
| 2019      | вг |                                        | Kingdom Hearts III                          | Гейдс (озвучення)                                  |
| 2016—2017 | мс |                                        | Justice League Action                       | Лекс Лютор (голос, 7 епізодів)                     |
| 2017      | мс |                                        | Justice League Action Shorts                | Лекс Лютор (голос, 2 епізоди)                      |
| 2017—2005 | мс | Сім'янин                               | Family Guy                                  | Джеймс Вудс та інші персонажі (голоси, 8 епізодів) |
| 2015      | мф | Супергерої                             | Bling                                       | Віктор (озвучення)                                 |
| 2014      | вг |                                        | Kingdom Hearts HD 2.5 Remix                 | Гейдс (озвучення)                                  |
| 2014      | ф  | Джеймсі                                | Jamesy Boy                                  | лейтенант Марк Фелтон                              |
| 2013      | с  | Рей Донован                            | Ray Donovan                                 | Саллі Салліван                                     |
| 2013      | ф  | Штурм Білого дому                      | White House Down                            | Мартін Вокер                                       |
| 2013      | тф | Мері і Марта                           | Mary and Martha                             | батько Марті                                       |
| 2013      | ф  | Джобс: Імперія спокуси                 | Jobs                                        | Джек Дадман                                        |
| 2013      | ф  | Офіцер поранений                       | Officer Down                                | капітан Верона                                     |
| 2012      | тф | Кома                                   | Coma                                        | доктор Говард Старк                                |
| 2012      | вг | Sorcerers of the Magic Kingdom         | Sorcerers of the Magic Kingdom              | Гайдес                                             |
| 2011      | ф  | Солом'яні пси                          | Straw Dogs                                  | Том Геддон                                         |
| 2011      | тф | Занадто крутий для невдачі             | Too Big to Fail                             | Річард Фулд                                        |
| 2010      | мф | Ліга Справедливості: Криза двох світів | Justice League: Crisis on Two Earths        | Оулмен                                             |
| 2010      | вг | Kingdom Hearts Re:coded                | Kingdom Hearts Re:coded                     | Аїд                                                |
| 2010      | вг | Kingudamu hâtsu: Bâsu bai surîpu       | Kingudamu hâtsu: Bâsu bai surîpu            | Аїд                                                |
| 2009      | с  | ICarly                                 | iCarly                                      | охоронець 2                                        |
| 2008      | ф  | Американська казка                     | An American Carol                           | агент Гросслайт                                    |
| 2007      | мф | Тримай хвилю!                          | Surf's Up                                   | Реджі Белафонте                                    |
| 2007      | вг | Kingdom Hearts II: Final Mix+          | Kingdom Hearts II: Final Mix+               | Аїд                                                |
| 2006      | вг | Scarface: The World Is Yours           | Scarface: The World Is Yours                | Джордж Шеффілд                                     |
| 2006      | ф  | Кінець гри                             | End Game                                    | Вон Стівенс                                        |
| 2006—2008 | с  | Акула                                  | Shark                                       | Себастіан Старк                                    |
| 2006      | с  | Антураж                                | Entourage                                   | Джеймс Вудс                                        |
| 2006      | с  | Швидка допомога                        | ER                                          | доктор Нейт Леннокс                                |
| 2005      | с  | Джек на всі руки майстер               | Odd Job Jack                                | Менні Ковальскі                                    |
| 2005      | ф  | Будь крутішим!                         | Be Cool                                     | Томмі Атенс                                        |
| 2005      | ф  | Диявол у плоті                         | Pretty Persuasion                           | Генк Джойс                                         |
| 2005      | мф | Робот Арк                              | Ark                                         | Джаллак                                            |
| 2005      | вг | Kingdom Hearts II                      | Kingdom Hearts II                           | Аїд                                                |
| 2004      | вг | Grand Theft Auto: San Andreas          | Grand Theft Auto: San Andreas               | Майк Торено                                        |
| 2004      | мф | Незвичайна пригода в місті крашанок    | The Easter Egg Adventure                    | Греб Такіт                                         |
| 2003      | ф  | Історія однієї дівчини                 | This Girl's Life                            | Поупс                                              |
| 2003      | ф  | Нортфорк                               | Northfork                                   | Волтер О'Браєн                                     |
| 2003      | тф | Руді: Історія Руді Джіліані            | Rudy: The Rudy Giuliani Story               | Рудольф Джіліані                                   |
| 2002      | мф | Роббі — північний олень                | Legend of the Lost Tribe                    | тюремник / головний вікінг                         |
| 2002      | мф | Роллі-Оллі: Спаситель веселощів        | Rolie Polie Olie: The Great Defender of Fun | Голуміус Максімус                                  |
| 2002      | вг | Kingdom Hearts                         | Kingdom Hearts                              | Аїд                                                |
| 2002      | ф  | Маленькі воїни                         | Little Warriors                             | оповідач                                           |
| 2002      | ф  | Стюарт Літтл 2                         | Stuart Little 2                             | сокіл                                              |
| 2002      | ф  | Джон К'ю                               | John Q                                      | доктор Реймонд Тернер                              |
| 2001      | ф  | Битва за космос                        | Race to Space                               | доктор Вільгельм фон Губерт                        |
| 2001      | ф  | Сильна жінка                           | Riding in Cars with Boys                    | містер Леонард Донофріо                            |
| 2001      | ф  | Дуже страшне кіно 2                    | Scary Movie 2                               | Отець Макфлай                                      |
| 2001      | мф | Остання фантазія: Духи всередині       | Final Fantasy: The Spirits Within           | генерал Гейн                                       |
| 2001      | мф | Канікули: Геть зі школи                | Recess: School's Out                        | доктор Філліам Бенедикт                            |
| 2001—2002 | мс | Мишачий будинок                        | House of Mouse                              | Аїд                                                |
| 2001      | мс | Клерки                                 | Clerks                                      | майор Баклава                                      |
| 2001      | мф | Будинок лиходіїв. Мишачий будинок      | Mickey's House of Villains                  | Аїд                                                |
| 2000      | тф | Брудні знімки                          | Dirty Pictures                              | Денніс Баррі                                       |
| 1999      | мф | Роббі — північний олень: Великі гонки  | Hooves of Fire                              | оповідач                                           |
| 1999      | мф | Геркулес: З нуля в герої               | Hercules: Zero to Hero                      | Аїд                                                |
| 1999      | ф  | Бий в кістку                           | Play It to the Bone                         | Рінгсайд                                           |
| 1999      | ф  | Щонеділі                               | Any Given Sunday                            | доктор Гарві Мандрейк                              |
| 1999      | ф  | Дочка генерала                         | The General's Daughter                      | полковник Роберт Мур                               |
| 1999      | ф  | Незайманки-самогубці                   | The Virgin Suicides                         | Рональд Лісбон                                     |
| 1999      | ф  | Справжній злочин                       | True Crime                                  | Алан Манн                                          |
| 1998      | ф  | Вампіри                                | Vampires                                    | Джек Кроу                                          |
| 1998      | ф  | Ще один день у раю                     | Another Day in Paradise                     | Мел                                                |
| 1998—1999 | с  | Геркулес                               | Hercules                                    | Аїд                                                |
| 1998      | вг | Of Light and Darkness                  | Of Light and Darkness                       | Гар Гоб                                            |
| 1998      | вг | Disney's Hades Challenge               | Disney's Hades Challenge                    | Аїд                                                |
| 1997      | вг | Hercules                               | Hercules                                    | Аїд                                                |
| 1997      | мф | Геркулес                               | Hercules                                    | Аїд                                                |
| 1997      | ф  | Контакт                                | Contact                                     | Майкл Кітц                                         |
| 1997      | ф  | Зсув по фазі                           | Kicked in the Head                          | дядько Сем                                         |
| 1996      | ф  | Привиди Міссісіпі                      | Ghosts of Mississippi                       | Байрон де ла Беквіт                                |
| 1996      | тф | Справа Бена Тайлера                    | The Summer of Ben Tyler                     | Темпл Рейбурн                                      |
| 1995      | тф | Вердикт: Суд над Макмартінами          | Indictment: The McMartin Trial              | Денні Девіс                                        |
| 1995      | ф  | Ніксон                                 | Nixon                                       | Г. Р. Холдеман                                     |
| 1995      | ф  | Казино                                 | Casino                                      | Лестер Даймонд                                     |
| 1995      | ф  | Убивця: Щоденник убивств               | Killer: A Journal of Murder                 | Карл Панзрам                                       |
| 1995      | ф  | Наречена в кредит                      | For Better or Worse                         | Реджі Мейкшифт                                     |
| 1994      | ф  | Спеціаліст                             | The Specialist                              | Нед Трент                                          |
| 1994      | ф  | Прокляття голодуючого класу            | Curse of the Starving Class                 | Вестон Тейт                                        |
| 1994      | ф  | Втеча                                  | The Getaway                                 | Джек Беньон                                        |
| 1994      | мс | Сімпсони                               | The Simpsons                                | Джеймс Вудс                                        |
| 1994      | тф | Сусіди                                 | Next Door                                   | Метт Колер                                         |
| 1994      | тф | Будинок Джейн                          | Jane's House                                | Пол Кларк                                          |
| 1993      | с  | Ідеальні злочини                       | Fallen Angels                               | Майкі Коен                                         |
| 1993      | с  | Як у кіно                              | Dream On                                    | Денніс Янгблад                                     |
| 1992      | тф | Громадянин Кон                         | Citizen Cohn                                | Рой Маркус Кон                                     |
| 1992      | ф  | Чаплін                                 | Chaplin                                     | Джозеф Скотт                                       |
| 1992      | ф  | Поєдинок у Діггстауні                  | Diggstown                                   | Гебріел Кейн                                       |
| 1992      | ф  | Відверта розмова                       | Straight Talk                               | Джек Рассел                                        |
| 1991      | ф  | Напролом                               | The Hard Way                                | детектив Джон Мосс                                 |
| 1991      | тф | Хлопчики                               | The Boys                                    | Волтер Фармер                                      |
| 1990      | тф | Жінки і чоловіки: Історії зваблювання  | Women and Men: Stories of Seduction         | Роберт                                             |
| 1989      | тф | Мене звати Білл В.                     | My Name Is Bill W.                          | Білл Вілсон                                        |
| 1989      | ф  | Узи споріднення                        | Immediate Family                            | Майкл Спектор                                      |
| 1989      | ф  | Віруючий в правду                      | True Believer                               | Едді Додд                                          |
| 1988      | ф  | Допінг                                 | The Boost                                   | Ленні Браун                                        |
| 1988      | ф  | Поліцейський                           | Cop                                         | Ллойд Гопкінс                                      |
| 1987      | ф  | Бестселер                              | Best Seller                                 | Клів                                               |
| 1987      | тф | У любові і на війні                    | In Love and War                             | Джеймс Стокдейл                                    |
| 1986      | тф | Обіцянка                               | Promise                                     | Д. Дж.                                             |
| 1986      | ф  | Сальвадор                              | Salvador                                    | Річард Бойл                                        |
| 1985      | тф | Знак убивці                            | Badge of the Assassin                       | Роберт К. Таненбаум                                |
| 1985      | ф  | Джошуа тоді і зараз                    | Joshua Then and Now                         | Джошуа Шапіро                                      |
| 1985      | ф  | Котяче око                             | Cat's Eye                                   | Дік Моррісон                                       |
| 1984      | ф  | Всупереч всьому                        | Against All Odds                            | Джейк Вайз                                         |
| 1984      | ф  | Одного разу в Америці                  | Once Upon a Time in America                 | Максиміліан «Макс» Берковіч                        |
| 1983      | ф  | Відеодром                              | Videodrome                                  | Макс Ренн                                          |
| 1982      | ф  | Роздвоєння особистості                 | Split Image                                 | Чарльз Пратт                                       |
| 1982      | ф  | Всюдисущий                             | Fast-Walking                                | Fast-Walking                                       |
| 1981      | ф  | Очевидець                              | Eyewitness                                  | Алдо Мерсер                                        |
| 1980      | ф  | Чорний мармур                          | The Black Marble                            | скрипаль                                           |
| 1979      | ф  | Цибулеве поле                          | The Onion Field                             | Грегорі Улас Пауелл                                |
| 1979—1980 | с  | Молодий Меверік                        | Young Maverick                              | Лем Фрейкер                                        |
| 1979      | тф | ...і ваше ім'я Джона                   | ...And Your Name Is Jonah                   | Денні Кореллі                                      |
| 1979      | тф | Неймовірна подорож доктора Мег Лорел   | The Incredible Journey of Doctor Meg Laurel | Сін Ітер                                           |
| 1978      | тф | Дар любові                             | The Gift of Love                            | Альфред Браунінг                                   |
| 1978      | тф | Голокост                               | Holocaust                                   | Карл Вейсс                                         |
| 1978      | ф  |                                        | The Billion Dollar Bubble                   | Арт Льюіс                                          |
| 1977      | с  | Сім'я                                  | Family                                      | доктор Роберт Стайлс                               |
| 1977      | ф  | Хлопчики з хору                        | The Choirboys                               | Гарольд Блумгуард                                  |
| 1976      | ф  | Алекс і циганка                        | Alex & the Gypsy                            | Крейнпул                                           |
| 1976      | тф | Рейд на Ентеббе                        | Raid on Entebbe                             | капітан Семмі Берг                                 |
| 1976      | тф | Зникнення Емі                          | The Disappearance of Aimee                  | Джозеф Раян                                        |
| 1976      | с  | Поліцейська історія                    | Police Story                                | Льюіс Пакер                                        |
| 1976      | с  | Барнабі Джонс                          | Barnaby Jones                               | Денні Рівз                                         |
| 1976      | с  | Берт Д'Анджело / Суперзірка            | Bert D'Angelo/Superstar                     |                                                    |
| 1975      | с  | Новобранці                             | The Rookies                                 | Тед Ейрес                                          |
| 1975      | с  | Вулиці Сан Франциско                   | The Streets of San Francisco                | Дуг                                                |
| 1975      | с  | Ласкаво просимо назад, Коттер          | Welcome Back, Kotter                        | Алекс Веллес                                       |
| 1975      | тф | Ф. Скотт Фіцджеральд у Голлівуді       | F. Scott Fitzgerald in Hollywood            | Леонард Шенфілд                                    |
| 1975      | тф | Фостер і Лорі                          | Foster and Laurie                           | наркоман Волтер                                    |
| 1975      | ф  | Дистанція                              | Distance                                    | Ларрі                                              |
| 1975      | ф  | Нічні ходи                             | Night Moves                                 | Квентін                                            |
| 1974      | ф  | Гравець                                | The Gambler                                 | співробітник банку                                 |
| 1974      | с  | Досьє детектива Рокфорда               | The Rockford Files                          | Ларрі Кіркофф                                      |
| 1974      | с  | Коджак                                 | Kojak                                       | Каз                                                |
| 1973      | ф  | Якими ми були                          | The Way We Were                             | Френкі Маквей                                      |
| 1972      | тф | Велика американська трагедія           | A Great American Tragedy                    | Рік                                                |
| 1972      | тф | Кроки                                  | Footsteps                                   | репортер                                           |
| 1972      | ф  | Хіккі і Боггс                          | Hickey & Boggs                              | лейтенант Ваєтт                                    |
| 1972      | ф  | Гості                                  | The Visitors                                | Білл Шмідт                                         |
| 1971      | тф | Усю дорогу додому                      | All the Way Home                            | Ендрю Лінч                                         |

### Премії «Еммі» Прайм-тайм
| Year | Nominated work                                    | Category                                               | Result    |
| ---- | ------------------------------------------------- | ------------------------------------------------------ | --------- |
| 1987 | Обіцянка (1986 філм)                              | Видатний провідний актор в міні-серіалі або кіно       | Перемога  |
| 1989 | Мене звати Білл В.                                | Видатний провідний актор в міні-серіалі або кіно       | Перемога  |
| 1993 | Громадянин Кон                                    | Видатний провідний актор в міні-серіалі або кіно       | Номінація |
| 1995 | Звинувачення: судовий розгляд по справі МакМартін | Видатний провідний актор в міні-серіалі або кіно       | Номінація |
| 2003 | Руді: історія Руді Джуліані                       | Видатний провідний актор в міні-серіалі або кіно       | Номінація |
| 2006 | Швидка допомога (телесеріал)                      | Видатний запрошений актор в драматичному серіалі       | Номінація |
| 2011 | Занадто великий, щоб зазнати невдачі (фільм)      | Видатний актор другого плану в міні-серіалі або фільмі | Номінація |